# Die Chroniken von Prydain
Die Chroniken von Prydain sind fünf für Kinder verfasste Fantasyromane des US-amerikanischen Schriftstellers Lloyd Alexander.
Die Handlungen spielen in der Fantasiewelt Prydain (walisisch für Großbritannien) und enthalten aus walisischen Sagen, Mythen und Legenden, insbesondere dem Mabinogion stammende Elemente. Einige Namen der Protagonisten entstammen nach Angaben des Autors der walisischen Mythologie.

## Inhalt
Im Mittelpunkt der Handlung steht das Findelkind Taran. Als Schweinehirt lebt er auf dem Hof des alten und weisen Magiers Dallben, und hütet das Orakelschwein Hen Wen. Als dieses vor Arawn, dem bösen Herrscher des Landes Annuvin, und dessen Diener, dem Gehörnten König, flieht, findet sich Taran in der Welt der Mächtigen und Zauberkundigen wieder. Er gewinnt Freunde im Fürsten Gwydion, der jungen Zauberin Eilonwy, dem Barden Fflewddur Fflam und Gurgi. Gemeinsam stellen sie sich verschiedenen Gefahren, und werden im Verlauf der Serie immer tiefer in die Auseinandersetzungen zwischen Gut und Böse um die Herrschaft über Prydain hineingezogen.

## Charaktere
- Taran: Taran von Caer Dallben, Hilfsschweinehüter auf dem Gehöft des Zauberers Dallben, wächst in der Obhut desselben und des Kriegers Coll (Sohn des Collfrewr) auf. Zu Beginn der Pentalogie noch ein halbes Kind, ist es sein größter Wunsch, Abenteuer zu bestehen und zu einem Helden ähnlich dem Fürsten Gwydion zu werden, den er zutiefst verehrt. Als er jedoch unversehens in Abenteuer hineingezogen und zu Gwydions Waffengefährten wird, muss er sich eingestehen, dass das Bestehen von Abenteuern erstens sehr anstrengend und zweitens nicht unbedingt mit Heldentaten gleichzusetzen ist. Taran zeichnet sich, besonders zu Beginn, durch seinen Starrsinn und seine Unbeherrschtheit aus. Je mehr Abenteuer er besteht, desto mehr reift er jedoch zu einem wirklichen Erwachsenen heran, der den Krieg nicht länger als lustiges, aufregendes Erlebnis ansieht, zumal er nicht wenige Bekannte und Freunde dabei verliert, u. a. auch Coll.

- Eilonwy: Die letzte Prinzessin und Zauberin von Llyr ist in Tarans Alter. Mit Taran gemein hat sie dessen Dickschädel, ohne jedoch seinen ständigen Überschwang zu besitzen. Eilonwy redet ständig, was Taran oft an den Rand der Verzweiflung treibt; auch sie ist abenteuersüchtig, verliert jedoch fast nie den Überblick über das Geschehen und vermag neutral zu urteilen. Insofern ist sie oft diejenige, die Taran davor bewahrt, mehr Schaden als Nutzen anzurichten. Aufgezogen von der finsteren Zauberin Achren, verfügt Eilonwy über gewisse magische Fähigkeiten, auf die sie letztlich jedoch verzichtet, indem sie sich dafür entscheidet, Tarans Frau zu werden, statt mit allen anderen Vertretern des Übernatürlichen Prydain zu verlassen, wie es ihre Bestimmung gewesen wäre. Bis zu diesem Zeitpunkt besitzt sie den goldenen Pelydryn, eine unzerstörbare Kugel, die auf ihren Wunsch hin leuchtet.

- Fflewddur Fflam: Er ist König eines winzigen „Reiches“, dessen Einwohner sehr gut ohne ihn zurechtkommen. Deshalb, und auch aus Wanderlust, zieht er es vor, als Barde durch Prydain zu ziehen und Abenteuer zu bestehen. Bei seinen Geschichten neigt er dazu, seine eigene Rolle etwas glanzvoller darzustellen, als es der Wirklichkeit entspricht. Sein wichtigster Besitz ist seine Zauberharfe, die über zwei hervorragende Eigenschaften verfügt: Erstens spielt sie fast von allein, weshalb die überaus mäßigen musikalischen Fähigkeiten Fflewddurs verborgen bleiben; zweitens reißen ihre Saiten bei jeder Unwahrheit. Dies kollidiert zu seinem Leidwesen oft mit seiner Neigung zur Übertreibung.
Trotz seiner unbeschwerten, fast nachlässigen Lebensweise ist Fflewddur ein tapferer Gefährte Tarans, auf den sich dieser verlassen kann. Viel wichtiger aber ist, dass er ein Herz aus Gold hat und seine Freunde trotz seiner ständigen Vorbehalte und Bedenken niemals im Stich lassen würde. Im Laufe der Erzählung gelangt er in den „Besitz“ eines ungewöhnlichen Reittieres, einer übergroßen Wildkatze namens Llyan, wobei diese eher ihn in Besitz genommen hat, weil sie sein Harfenspiel liebt: Fflewddur spielt nur selten eine wirklich zentrale Rolle in der Erzählung, doch ist er ein festes Mitglied der Gruppe, die mit Taran durch Prydain reist.

- Gurgi: Ein Halbmensch (es ist nicht klar, ob er lediglich ein verwilderter Mensch oder vielleicht eine Mischung aus Mensch und Tier ist), der ursprünglich in den Wäldern Prydains sein Dasein fristete, bis er zu Taran stieß. Obwohl dieser ihm zunächst sehr ablehnend gegenübersteht, erkennt der Junge in Gurgi bald einen treuen und loyalen Gefährten und Freund. Trotz seiner oft weinerlichen und furchtsamen Art kann Gurgi zu einem wilden und enthusiastischen Kämpfer werden, wenn es notwendig wird. Er hat zudem noch das eigenartige Talent, immer etwas zu finden, was den Gefährten bei ihren Abenteuern von lebensrettender Wichtigkeit ist.

- Doli: Ursprünglich wurde dieser Angehörige des Volkes der Unterirdischen (im Effekt ist er ein Zwerg) Taran und seinen Gefährten nur als Führer zugeteilt. Nach außen hin ist er rau, doch hat er einen weichen Kern. Er verfügt über gute Kenntnisse als Führer in der Wildnis und ist ein ausgezeichneter Kämpfer mit der Axt. Sein größter Makel ist – nach eigener Aussage – seine fehlende Fähigkeit, sich unsichtbar machen zu können, was anscheinend die übrigen Angehörigen seiner Familie beherrschen. Im Laufe der Handlung erwirbt er allerdings diese Gabe doch noch und setzt sie, obgleich sie für ihn den unangenehmen Nebeneffekt von Ohrensausen hat, häufig für seine Gefährten ein. Doli spielt in der gesamten Pentalogie als Verbindungsmann zu den Unterirdischen eine wichtige Nebenrolle.

- Dallben: Der weise und mächtige Zauberer ist über 300 Jahre alt und lebt sehr bescheiden auf einem kleinen Hof, gemeinsam mit dem alten Krieger Coll und dem Findling Taran. Das Herz seiner Macht stellt das 'Buch der Drei', welches die Geheimnisse von Vergangenheit, Gegenwart und Zukunft enthält. In den Erzählungen tritt Dallben nur am Anfang und teilweise am Ende der Handlung auf. Er fungiert dabei als Lehrmeister Tarans, der diesem Denkanstöße vermittelt.

- Prinz Gwydion: Ein hochrangiger und edler Kriegsführer des in Prydain herrschenden Hauses von Don. Er erscheint sehr oft in der Reihe, da er zusammen mit Dallben und seinen Verbündeten ständig Maßnahmen gegen Arawns Pläne schmieden muss. Immer wieder muss er Tarans Ungeduld mäßigen, aber er sieht ihn nichtsdestotrotz als einen überaus gleichwertigen Kampfgefährten und Freund an.

- Coll: Ein ehemaliger Held und Krieger, der sich aber des Kriegshandwerks müde als Bauer nach Caer Dallben zurückgezogen hat. In Tarans Jugend spielt er für Taran die Rolle des gemäßigten, liebevollen Vaters, wenngleich seine leicht obskuren Ratschläge – bei denen er oft Gleichnisse bezüglich der Feldarbeit verwendet – bei dem Jungen zunächst nicht anschlagen.

- Arawn: Der Fürst des Todes in Prydain und der Hauptantagonist der Serie, der aber bis ganz zuletzt nie persönlich in Erscheinung tritt, und selbst dann wird seine wahre Erscheinung versteckt gehalten. Zu den schwarzen Künsten, die in seiner Macht stehen, gehört auch die Fähigkeit, sich in jedes lebende Wesen seiner Wahl verwandeln zu können.

- Achren: Eine schwarze Zauberin und ehemalige Gefährtin von Arawn, von dem sie jedoch verstoßen wurde. Obwohl sie selbst nach Macht strebt und an Arawn Rache nehmen will, gilt ihr Hauptinteresse der Erringung von Prinz Gwydions Zuneigung. Selbst nachdem er, Taran und ihre Gefährten ihre Macht brechen, ist es ihre Zuneigung ihm gegenüber, die sie zum Schluss dazu bewegt, an seiner Seite gegen Arawn zu kämpfen.

- Orddu, Orwen und Orgoch: Drei Jahrhunderte alte Hexen, die in den Marschen von Morva leben. Sie hatten einst Dallben als Baby bei sich aufgenommen und großgezogen. Obwohl sie sehr exzentrisch wirken, spielen sie in der gesamten Geschichte eine wesentlich tiefgreifendere, wenn auch nicht näher erklärte Rolle. Sie sind durchaus mit den nordischen Nornen und den griechischen Moiren vergleichbar.

## Verfilmung
Im Jahr 1985 erschien eine Disney-Verfilmung der ersten zwei Bücher unter dem Titel „Taran und der Zauberkessel“ (engl. „The Black Cauldron“). Da es sich für Disney-Verhältnisse jedoch um einen relativ düsteren Film handelt (besonders der Gehörnte König kann auf jüngere Kinder beängstigend wirken), spielte er mit ca. 21 Mio. $ nicht einmal die Produktionskosten von ca. 25 Mio. $ ein. Lloyd Alexander bezeichnete den Film zwar als „unterhaltsam“, sprach ihm jedoch größere Ähnlichkeiten zu seinem Buch ab.
Es existieren Pläne für Realverfilmungen der Chroniken von Prydain.

## Die Bücher
- Taran und das Zauberschwein bzw. Das Buch der Drei (engl. The Book of Three, 1964)
- Taran und der Zauberkessel bzw. Der schwarze Kessel (engl. The Black Cauldron, 1965)
- Taran und die Zauberkatze bzw. Die Prinzessin von Llyr (engl. The Castle of Llyr, 1966)
- Taran und der Zauberspiegel bzw. Der Spiegel von Llunet (engl. Taran Wanderer, 1967)
- Taran und das Zauberschwert bzw. Der Fürst des Todes (engl. The High King, 1968) – Gewinner der Newbery Medal, 1969
- Der Findling und andere Geschichten aus Prydain (engl. The Foundling, 1973) – Sammlung von Kurzgeschichten

## Trivia
Die ersten zwei Bände der Pentalogie sind von Otfried Preußler ins Deutsche übersetzt worden. Der dritte und vierte Band wurden von Ronald Vocke (der vierte zusammen mit Ulrike Killer) und der fünfte Band allein von Ulrike Killer übersetzt.